# اناوی (آیداهو)
اناوی(به انگلیسی: Onaway) شهری در شهرستان لاتا ایالت آیداهو است که جمعیت آن در سرشماری سال ۲۰۱۰ میلادی ۱۸۷ نفر بوده است.